# Can You Believe It
Can You Believe It – singel amerykańskiego rapera Stylesa P. Promuje album „Time Is Money”.
Podkład został wyprodukowany przez Lil Jona. W utworze gościnnie wystąpił Akon.

## Lista utworów
1. "Can You Believe It" (Radio Edit)
2. "Can You Believe It" (Main/Album Version)
3. "Can You Believe It" (Instrumental)